# Sterechinus agassizii
Sterechinus agassizii is een zee-egel uit de familie Echinidae.
De wetenschappelijke naam van de soort werd in 1910 gepubliceerd door Theodor Mortensen.